# Susan Crane (Aktivistin)
Susan Crane ist eine Friedensaktivistin, Mitglied der kalifornischen katholischen Arbeiterbewegung (California Catholic Worker Movement) und Aktivistin der Pflugscharbewegung (Plowshares movement). Nach jahrzehntelangen Aktion des zivilen Ungehorsams in Kampagnen gegen den Atomkrieg wurde sie 2024 zu einer Gefängnisstrafe in Deutschland verurteilt.

## California Catholic Worker House
Crane ist langjähriges Mitglied des California Catholic Worker House, einer Organisation, die Menschen unterstützt, die mit Armut und Obdachlosigkeit zu kämpfen haben. Diese Organisation führt die Arbeit von Dorothy Day und des Catholic Worker Movement weiter.

## Plowshares Movement
Crane hat in vier Protestaktionen des Plowshares Movement teilgenommen, wo sie zusammen mit anderen Friedensaktivisten wie Sr. Anne Montgomery auftrat. Mitte der 1990er Jahre gehörte Crane einer Antikriegsorganisation namens „Jubilee Plowshares“ an.
1998 versprengte Crane eigenes Blut an einem Atomzerstörer. 2011 gehörte sie der Gruppe Disarm Now Plowshares an. Crane war kritisch gegenüber der Beteiligung der Vereinigten Staaten in der NATO und bezeichnet die Organisation als eine „Kriegsmacht“ („war making force“). Sie glaubt, das die NATO „außerhalb der Kontrolle von irgendjemandem“ („beyond anybody’s control“) sei.

## Büchel Air Force Base
Ab 2018 drangen Crane und 17 weitere Friedensaktivisten in den Luftwaffenstützpunkt Büchel in Deutschland ein, wo US-Atomwaffen gelagert waren. Diese Waffen sind als B61 bekannt sind. Diese Aktion war Teil der Kampagne „Büchel ist überall“ („Büchel is everywhere“).

## Volkel Air Base
Im Jahr 2023 wurde Crane auf dem niederländischen Luftwaffenstützpunkt Volkel festgenommen. Im August desselben Jahres wurde sie von Amy Goodman von Democracy Now! zu diesem Protest interviewt und mit den Worten zitiert: „Wir sind sehr besorgt über die Rechtmäßigkeit der US-amerikanischen Lieferung von Atomsprengköpfen an die fünf europäischen Länder, insbesondere an die Niederlande und Deutschland, da dies gegen den Atomwaffensperrvertrag verstößt. Der Vertrag besagt, dass Atommächte ihre Atomwaffen nicht mit Nichtatommächte teilen dürfen, und Nichtatommächte dürfen diese Waffen nicht annehmen. Daher ist der Luftwaffenstützpunkt Volkel für uns ein Tatort“ („We’re very concerned about the legality of the United States sending nuclear warheads to the five countries in Europe, particularly to the Netherlands and to Germany, because it’s against the Non-Proliferation Treaty. The treaty says that nuclear countries can’t share, as it were, their nuclear weapons with nonnuclear countries, and nonnuclear countries can’t accept these weapons. So, as far as we’re concerned, the Volkel Air Base...is a crime scene...“). Crane wurde für diesen Protest zu einer siebenmonatigen Haftstrafe verurteilt.

## Verhaftungen und Prozesse
- August 1993: Verhaftung im Lawrence Livermore Lab in San Jose, Kalifornien
- Oktober 1993: Verhaftung im Lawrence Livermore Labor.[15] Nach ihrer Verhaftung im selben Jahr trat sie in Hungerstreik (hunger fast).[15]
- Dezember 1993: Crane wurde als Weihnachtsmann verkleidet auf der Concord Naval Weapons Station wegen Blockierung einer Straße festgenommen.[16]
- 1995: Festnahme bei Lockheed Martin in San Jose wegen Hämmerns auf einer Trident-Rakete[17][18]
- 1997: Festnahme in Bath, Maine wegen der Zerstörung von Staatseigentum. Sie hatte einen nuclear missile destroyer beschädigt.[19][20]
- 2000: Verurteilung zu einer Gefängnisstrafe in Baltimore, weil sie Kampfflugzeuge der Nationalgarde von Maryland (Maryland National Guard) beschädigt hatte.[21]
- 2009: Verhaftung an der Kitsap-Bangor Naval Base, Washington[22]
- 2011: Prozess zu den Vorfällen an der Naval Base Kitsap-Bangor und der Strategic Weapons Facility-Pacific (SWFPAC), Tacoma, Washington.[5]
- 2023: Verhaftung an der Volkel Air Base, Niederlande.[13]

## Persönliches
Crane hat zwei Kinder. Sie lebte in Ukiah, Kalifornien, wo sie auch wegen Steuerverweigerung aktenkundig wurde. 1988 gehörte sie zu einer Gruppe, die vor der Fort Bragg Library einen Friedenspfahl errichtete.

## Veröffentlichungen
- Disciples & Dissidents: The Prison Writings of the Prince of Peace Plowshares (2001)[26]